# Franklin Parish
Franklin Parish (franska: Paroisse de Franklin) är ett administrativt område, parish, i delstaten Louisiana, USA. År 2010 hade området 20 767 invånare. Den administrativa huvudorten är Winnsboro.

## Geografi
Enligt United States Census Bureau har countyt en total area på 1 646 km². 1 615 av den arean är land och 13 km² är vatten.

### Angränsande områden
- Richland Parish - nord och nordväst
- Madison Parish - nordost
- Tensas Parish - sydost
- Catahoula Parish - syd
- Caldwell Parish - väster